# Chrysocestis bisignata
Chrysocestis bisignata är en fjärilsart som beskrevs av Walker 1861. Chrysocestis bisignata ingår i släktet Chrysocestis och familjen Uraniidae. Inga underarter finns listade i Catalogue of Life.